# Polkowice
Polkowice [pɔlkɔˈvʲiʦɛ] (fil), tyska: Polkwitz, är en stad i sydvästra Polen och huvudort i distriktet Powiat polkowicki i Nedre Schlesiens vojvodskap, belägen omkring 85 kilometer nordväst om Wrocław. Tätorten hade 22 553 invånare i juni 2014 och utgör centralort i en stads- och landskommun med totalt 27 275 invånare samma år.

## Historia
Polkowice omnämns som stad 1276. År 1376 blev staden del av kungariket Böhmen, från 1500-talet som del av de habsburgska kronländerna. Efter österrikiska tronföljdskriget blev staden 1742 del av kungariket Preussen. Från 1800-talet fram till 1945 låg staden i Landkreis Glogau i Regierungsbezirk Liegnitz i provinsen Schlesien, från 1871 även som del av Tyskland. De nazityska myndigheterna döpte om staden till Heerwegen 1937. Staden var vid andra världskrigets utbrott 1939 fortfarande en liten landsortsstad med endast 1 600 invånare. Efter krigsslutet 1945 blev staden del av Folkrepubliken Polen, och stadsrättigheterna återkallades på grund av det låga befolkningstalet. Under åren efter kriget hittades stora kopparfyndigheter i regionen omkring staden, och staden växte snabbt med moderna bostadsområden från 1960-talet fram till 1980-talet, då befolkningen översteg 20 000 invånare. 1967 återfick orten sin status som stad.

## Näringsliv
Regionen omkring Polkowice och Lubin har de största koppargruvorna i Polen, och gruvdriften är av stor betydelse för stadens näringsliv. Sedan 1998 har Volkswagen en dieselmotorfabrik i staden.